# Kanton Beaufort (Savoie)
Der Kanton Beaufort war von 1860 bis 2015 ein französischer Wahlkreis im Département Savoie. Sein Hauptort war Beaufort. Die landesweiten Änderungen in der Zusammensetzung der Kantone brachten zum März 2015 seine Auflösung und die Eingliederung der Gemeinden in den Kanton Ugine.

## Gemeinden
Der Kanton bestand aus vier Gemeinden: 
| Gemeinde          | Einwohner Jahr | Fläche km² | Bevölkerungsdichte | Code INSEE | Postleitzahl |
| ----------------- | -------------- | ---------- | ------------------ | ---------- | ------------ |
| Beaufort          | 2.142 (2013)   | 149,53     | 14 Einw./km²       | 73034      | 73270        |
| Hauteluce         | 794 (2013)     | 62,39      | 13 Einw./km²       | 73132      | 73620        |
| Queige            | 845 (2013)     | 32,61      | 26 Einw./km²       | 73211      | 73720        |
| Villard-sur-Doron | 679 (2013)     | 22,21      | 31 Einw./km²       | 73317      | 73270        |